# Пхыа Харипхитхак
Пхыа Харипхитхак (тайск.: เฟื้อ หริพิทักษ์; 22 апреля 1910 — октябрь 1993, Бангкок, Таиланд) — знаменитый тайский художник. Пхыа Харипхитхак считался одним из самых прогрессивных художников и деятелей искусства в Таиланде. Получил звание Национального деятеля искусств Таиланда.  

## Образование и карьера
Пхыа родился 22 апреля 1910 года в Тонбури в семье придворного художника. В юношестве Пхыа поступил в Бангкокскую школу искусств и ремесел имени Пхо Чанга, в которой проучился 4 года, но так и не завершил обучение, поскольку будущий художник не был доволен методами обучения. Пхыа Харипхитхак проходил обучение в школе изящных искусств в Бангкоке, первой школе искусств, которая позже была расширена и стала университетом Синлапакон. Пхыа Харипхитхак учился у одного из самых знаменитых художников и архитекторов того времени Синлапа Пхираси, который являлся основателем школы. Одной из первых работ Харипхитхака была картина маслом «Моя Великая Мать».
В 1940 году Пхыа Харипхитхак получил стипендию Тханомсакди Кридакорна, и с 1940 года по 1946 год обучался в университете Висва-Бхарати (Visva Bharati) в Западной Бенгалии в Индии. Вернувшись в Таиланд, Пхыа Харипхитхак получил должность преподавателя в университете Синлапакон. В 1949 году на выставке национального искусства Пхыа Харипхитхак получил золотую медаль за работу «Петчабури» (картина на бумаге красками темпера). В 1950 году на очередной ежегодной выставке национального искусства Пхыа Харипхитхак снова получил золотую медаль. В этот раз судьи оценили его работу «Портрет мадам Риенпрача» (картина маслом на холсте).
В 1954 году Пхыа Харипхитхак стал обладателем стипендии от правительства Италии. В течение трёх лет (1954—1956) он проходил обучение в Академии изящных искусств в Риме (L’accademia Di Belle Arti). В этот период он экспериментировал с различными техниками рисования: Пхыа Харипхитхак рисовал мелом, цветными карандашами, тушью. Он также занимался абстрактными и кубистскими стилями. В 1957 году он в очередной раз завоевал золотую медаль на Национальной выставке искусств.
В период с 1969 года по 1982 год Пхыа Харипхитхак принимал участие в проекте по реставрации библиотеки Трипитака в монастыре Раканг Коситарам, который был построен в период правления короля Сиама Рамы I. Известно, что знаменитый художник вкладывал собственные средства в реставрацию исторического памятника.
В 1991 году Пхыа Харипхитхак был срочно госпитализирован. В октябре 1993 года Пхыа Харипхитхак скончался из-за воспалённых кровеносных сосудов головного мозга.